# 산데르 오스트롬
산데르 오스트롬(네덜란드어: Sander Oostrom, 1967년 7월 14일 ~ )는 네덜란드 출신의 축구 선수이다.
1997년 포항 스틸러스에 입단하여 1997 시즌부터 1998 시즌까지 두 시즌 동안 활약하였다. K리그에서 등록명은 싼더를 사용하였다